# You Are My Energy
You Are My Energy è il secondo album discografico registrato in studio dalla cantante italiana Ivana Spagna, pubblicato negli ultimi mesi del 1988 dall'etichetta discografica CBS.
Come il primo disco, contiene brani cantati esclusivamente in lingua inglese dall'artista, che come pseudonimo utilizza semplicemente il cognome "Spagna".

## Singoli
L'album viene anticipato di alcuni mesi dal singolo Every Girl and Boy, a cui fanno seguito I Wanna Be Your Wife e This Generation.

## Tracce
LP (CBS 463072 1)
MC (CBS 463072 4)
Lato A
1. I Wanna Be Your Wife – 3:42
2. This Generation (IIII) – 3:52
3. Let Me (Say I Love You) – 4:06
4. Friday – 3:40
5. Me and You – 3:03

Lato B
1. You Are My Energy – 4:30
2. Why Don't We Talk Anymore? – 3:56
3. Every Girl and Boy – 3:40
4. Woman in Love – 3:42
5. March 10, 1959 (Memories of the Taste of Freedom) – 4:10

CD (CBS 463072 2)
1. I Wanna Be Your Wife – 3:42
2. This Generation (llll) – 3:52
3. Let Me (Say I Love You) – 4:06
4. Friday – 3:40
5. Me and You – 3:03
6. You Are My Energy – 4:30
7. Why Don't We Talk Anymore? – 3:56
8. Every Girl and Boy – 3:40
9. Don't Call It Love – 3:58
10. Woman in Love – 3:42
11. March 10, 1959 (Memories of the Taste of Freedom) – 4:10

## Classifiche
| Classifica (1988) |                      | Posizione massima | Settimane in classifica |
| ----------------- | -------------------- | ----------------- | ----------------------- |
| Finlandia         | Finlandia (bandiera) | 9                 | 10                      |